# Saison 2 de SuperMansion
Chronologie
Saison 1 Saison 3
La deuxième saison de SuperMansion est diffusée entre le 16 février 2017 et le 20 avril 2017 sur le réseau Crackle aux États-Unis.

## Épisodes
| №                                                               | #  | Titre                            | Réalisation  | Scénario        | Première diffusion États-Unis | Code de prod. |
| --------------------------------------------------------------- | -- | -------------------------------- | ------------ | --------------- | ----------------------------- | ------------- |
| 14                                                              | 1  | Virtual Reality Bites            | Nick Simotas | Zeb Wells       | 16 février 2017               | 201           |
|                                                                 |    |                                  |              |                 |                               |               |
| 15                                                              | 2  | School Me Once                   | Nick Simotas | Heidi Gardner   | 23 février 2017               | 202           |
| Invités : Ryan Gaul et Fred Willard                             |    |                                  |              |                 |                               |               |
| 16                                                              | 3  | The League of Cheesedom          | Alex Kamer   | Andy Miara      | 2 mars 2017                   | 203           |
| Invités : Brad Cage                                             |    |                                  |              |                 |                               |               |
| 17                                                              | 4  | I Don't Even Have to Use My J.K. | Nick Simotas | Tom Root        | 9 mars 2017                   | 204           |
| Invités : Tony Cavalero et J.K. Simmons                         |    |                                  |              |                 |                               |               |
| 18                                                              | 5  | Black to the Future              | Nick Simotas | Dave Massey     | 16 mars 2017                  | 205           |
| Invités : Nat Faxon                                             |    |                                  |              |                 |                               |               |
| 19                                                              | 6  | Blazarmageddon                   | Nick Simotas | Kiel Kennedy    | 23 mars 2017                  | 206           |
| Invités : Michael Dorn, Lyric Lewis et Jim Rash                 |    |                                  |              |                 |                               |               |
| 20                                                              | 7  | The Gurman Files                 | Nick Simotas | Tom Sheppard    | 30 mars 2017                  | 207           |
|                                                                 |    |                                  |              |                 |                               |               |
| 21                                                              | 8  | We Need to Talk about Liplor     | Nick Simotas | Brandon DePaolo | 6 avril 2017                  | 208           |
| Invités : Dax Shepard, Robert Salvador et Gary Anthony Williams |    |                                  |              |                 |                               |               |
| 22                                                              | 9  | Logs Day Journey Into Night      | Alex Kamer   | Elliot Schwartz | 13 avril 2017                 | 209           |
| Invités : Dax Shepard                                           |    |                                  |              |                 |                               |               |
| 23                                                              | 10 | Titanium Lex                     | Nick Simotas | Tom Root        | 20 avril 2017                 | 210           |
| Invités : Dax Shepard                                           |    |                                  |              |                 |                               |               |